# 尚灝王
尚灝（琉球語：／  ?；1787年7月14日—1834年7月5日），為琉球國第二尚氏王朝第17代國王，嘉慶九年（1804年）至道光十四年（1834年）在位。尚哲末子，童名思次良金。
尚灝原為具志頭王子，是尚哲的第四子，稱具志頭王子朝相。1800年，因尚容（宜野灣王子朝祥）尚無子嗣，尚溫王命令將尚灝過繼給了尚容當嗣子。1801年，尚灝到達尚容的住宅宜野灣御殿，正式行父子之禮。
然而在1803年琉球的尚成王夭死，年僅3歲。因尚溫王只有尚成一子，而尚溫之父尚穆王在世的王子中只有尚灝一人，群臣便商議將尚灝立為國王。尚容無奈，只得將尚灝奉還王室，仍認定為尚穆王之子。群臣遂擁立尚溫王之弟尚灝，並遣使前往清朝請求冊封。1808年（嘉慶十三年），清嘉慶帝派遣修撰齊鯤、給事中費錫章為正副冊封使，冊封尚灝為王。
尚灝王在位期間，琉球災難頻繁。由於長期的過度開發，琉球各地的田地荒廢、山林逐漸萎縮。突如其來的異常氣候、官員的貪污以及薩摩藩的剝削更加劇了百姓生活的困難，琉球多次發生饑荒和瘟疫。
為了穩定局勢，尚灝王派遣下知役、檢者等官前去各個貧困的間切，指導和鼓舞百姓耕作；又多次給予賑災的百姓官位或物件作為獎賞。他還先後於1810年和1814年向宮古、八重山地區增派醫師，向當地人傳授醫治疾病的方法。此外，荷蘭、英國的軍艦也來到了琉球，要求通商貿易，但遭到琉球的拒絕。
雖然尚灝王希望挽回琉球貧困的局面，但仍未見好轉。對此尚灝王十分失望，貪於酒色，不理朝政。他娶了26名女子作為側室，其中大多數出生平民家庭。他的性格變得十分暴躁易怒。
1828年，尚灝王被禁止參與政治，由王世子尚育代行國政。據琉球的官方史書《中山世譜》記載，由於尚灝王「染病」，故而由尚育攝政。琉球與薩摩藩外交文書中聲稱尚灝王得了精神病，故而被三司官廢黜囚禁。
美國學者柯喬治則提出不同的觀點，他認為尚灝王根本就沒有生病。尚灝王策劃擺脫薩摩藩對琉球的統治，以此來徹底解決琉球在財政上的困難。三司官擔心這樣做會使琉球走向動亂，因此發動政變，將尚灝王囚禁並禁止其參政。
不久，尚天保（義村王子朝顯）奉命出使薩摩藩，向薩摩藩報告了此事。薩摩藩隨即承認了尚育執政者的身份。此後尚灝的身份十分特殊：在琉球國內，尚灝是名義上的國王，自稱「坊主御主」（琉球語：／ ）；對日本江戶幕府，琉球將尚灝稱作「太上王」，江戶幕府也認其太上王稱號；而對於中國清朝，尚灝依舊是琉球國王，直到1834年尚灝病逝，清朝才正式承認尚育琉球國王的身份。
尚灝王被禁止參政後，退隱到了浦添的城間村（在今浦添市字港川），今日當地仍保存有其隱居時候居住的住宅，被稱作「城間御殿」。根據當地的傳說，尚灝王是一位生活簡樸而且非常關心百姓疾苦的人。1834年，尚灝王坐船在小灣沖洋面遊玩時墜海而死，相傳是突然精神病發作投水而死的。
根據《中山世譜》的記載，尚灝王死後被葬於玉陵。此外，相傳浦添市字港川的ユーベ墓是尚灝王的墓。

## 系譜
- 父：尚哲　（追尊為尚哲王）
- 母：真鍋樽金·聞得大君加那志向德澤　（第十二代聞得大君）
  - 兄（長男）：尚法　（童名思五郎金，夭死）
  - 姐（長女）：翁長翁主　（童名思真鶴金，號溫德，真榮平按司向朝統之妻）
  - 兄（次男）：尚溫　（第二尚氏王朝15代王）
    - 侄：尚成　（第二尚氏王朝16代王）

  - 兄（三男）：真蒲戶金王子尚洽　（早殤）
  - 姐（次女）：仲井真翁主　（童名思龜樽，號雲峰，譜久山親雲上向道方之妻）

- 養父母（尚灝未即位前，曾被過繼給小祿御殿為嗣子。即位後，與小祿御殿家族脫離養父母關係）：
  - 養父：尚容　（宜野灣王子朝祥）
  - 養母：澤岻按司加那志　（童名思龜樽，號鶴齡，翁氏伊舍堂親雲上盛峯之女）

- 妃：思龜樽金·佐敷按司加那志向氏　（號順德，父為豐見城御殿六世豐見城王子向謙）
  - 次男：尚膺　（童名思五郎金。不足3歲夭亡。葬於山川御墓，後移葬於玉陵）
- 夫人：具志堅按司加那志　（童名真松金，父為譜久山殿內十二世廷錫翁長親方向廷錫，賜王妹位）
  - 長男：尚育　（第二尚氏王朝18代王）
  - 長女：翁長翁主　（童名真鍋樽，波平按司向朝武之妻）
- 夫人：真鍋樽·古波藏按司　（號蘭溪。父為伊是名里之子親雲上向廷計）
- 妻：真牛金·小那霸阿護母志良禮　（號福岩。父為劉氏吳屋子定根劉英奇）
  - 三男：尚惇·大里王子朝教　（大里御殿元祖。後來的攝政）
  - 五男：尚健·伊江王子朝直　（成為伊江御殿的嗣子、後來的攝政）
- 妻：真牛金·前田阿護母志良禮　（號蘭室。父為史氏前田親雲上史開基）
  - 三女：聞得大君加那志 仲井間翁主　（童名、真鶴金，玉城按司向朝敕之妻，第十五代聞得大君）
- 妻：真加戶樽·座喜味阿護母志良禮　（號寂照。父為座喜味筑登之親雲上戴恩重）
  - 二女：識名翁主　（童名思龜樽。號心月，嫁馬良憙）
  - 四男：真蒲戶金王子尚怡　（夭死。得年1歲，葬於城間之墓）
- 妻：思戶金・又吉阿護母志良禮　（號雪庭。父為又吉筑登之親雲上泉崇勳）
  - 五女：嘉味田翁主　（童名真吳勢金。號慈光，勝連按司向朝典之妻）
  - 七女：嘉手苅翁主　（童名真鶴金。號善室，松島親方向朝陳之妻）
  - 九女：與那霸翁主　（童名思龜樽。號真水，澤岻里主金思義之妻，後歸娘家）
  - 六男：尚謙·義村王子朝章　（成為義村御殿的嗣子）
  - 十五女：宮平翁主　（童名真嘉戶樽，向氏具志川按司朝敕向崇德之妻）
- 妻：真鶴金·宮城阿護母志良禮　（父為又吉筑登之親雲上泉崇勳）
  - 四女：安室翁主　（童名真牛金。號春澤，具志頭里主蔡得宣之妻）
  - 六女：思龜樽金翁主　（夭死。得年1歲）
  - 八女：小那霸翁主　（童名真鍋樽。號玉蓮。見里親方向汝礪之妻）
  - 十女：石嶺翁主　（童名真麻刈金。號秋月，未婚）
  - 十二女：思戶金翁主　（夭死。得年1歲）
  - 十四女：真鍋樽金翁主　（夭死。得年2歲）
  - 九男：尚脩·名護王子朝睦　（早世。得年15歲）
  - 十七女：思武大金·掛保久翁主　（平良親方楊昌章之妻）
- 妻：真勢金·上間阿護母志良禮　（父為玉城筑登之親雲上顧自新）
  - 十一女：牧志翁主　（童名思戶金。號梅心，宜灣親方向有恆之妻）
  - 十三女：真牛金·安里翁主　（大宜見按司向朝平之妻，第十六代聞得大君）
- 妻：思武樽金·仲西阿護母志良禮　（號慈觀。父為興業·儀保筑登之親雲上元興業）
  - 七男：尚慎·玉川王子朝達　（成為玉川御殿的嗣子）
- 妻：思龜樽·謝名堂阿護母志良禮　（號貞室。父為謝名堂筑登之任昌祿）

- 不詳（妃、夫人以外所生。至少一人為任貞室所生）
  - 十六女：真牛金翁主　（母不詳。夭死。得年4歲）
  - 八男：真蒲戶金王子尚腆　（得年5歲）